# Тахебо
Тахебо (Handroanthus impetiginosus), је индијански назив дрвета, које расте на Андима (Јужна Америка). Кора дрвета се користи за чај. Она садржи лапахол (лапахолна киселина), који делује антибактеријски и антисептички. Кора садржи још и танине, етерична уља, смоле, сапонине и антрахиноне. 

## Употреба
Тахебо је најпознатији по употреби код вагиналне кандидијазе. Садржи компоненте које испољавају и антибактеријско и антипаразитарно дејство. Делује још и као јак антиоксиданс, јача имунитет, има антимикробни учинак. Помаже код бронхитиса, херпеса, кожних болести (екцема, гљивичних инфекција), у стањима исцрпљености и хроничног стреса, као и за опште јачање организма. Неки му приписују чак и антитуморско деловање. 
У традиционалној медицини се користи код анемије, дијабетеса, проширених вена, гастритиса и против згрушавања крви. Нежељени ефекти су само ретке алергијске реакције.